# نامن آویگاد
نامِن آویگاد (به انگلیسی: Nahman Avigad، به عبری: נחמן אביגד، تلفظ عبری: ناخمِن آویگاد؛ ۲۵ سپتامبر ۱۹۰۵ – ۲۸ ژانویه ۱۹۹۲)، باستان‌شناس اسرائیلی، متولد زاوالو، گالیسیا (در گذشته متعلق به اتریش-مجارستان، در حال حاضر زاوالف، اوکراین)،

## زندگی‌نامه
آویگاد به تحصیل رشتهٔ معماری در شهر کنونی برنو در جمهوری چک پرداخت. او در سال ۱۹۲۶م. به فلسطین تحت قیمومیت  مهاجرت کرد، و در سال ۱۹۲۸م. با شولامیت آویگاد (پیش از ازدواج با نام‌خانوادگی لوین) ازدواج کرد. وی در حفاری کنیسه بیت آلفا و کنیسه خِمات گِدر کار کرد.
آویگاد در سال ۱۹۵۲م. از رسالهٔ دکتری خود در مورد مقبره‌های درۀ کیدغون، اورشلیم دفاع کرد. وی از سال ۱۹۴۹م. تا زمان بازنشستگی در سال ۱۹۷۴م. در دانشگاه عبری اورشلیم تدریس کرد.
او از سال ۱۹۵۳م. سرپرستی کاوش در بیت شعریم را بر عهده گرفت. همچنین در کاوش‌های ماسادا -مجموعهٔ ساخته شده در بالای کوه توسط هرود کبیر- کار کرد. او در کاوش غارها در صحرای یهود شرکت داشت و یکی از طومارهای دریای مرده را منتشر کرد.

در سال ۱۹۶۹م. از آویگاد خواسته شد تا سرپرستی حفاری محلهٔ یهودیان در شهر قدیمی اورشلیم را که در جنگ ۱۹۴۸م. و پیامدهای آن ویران شده بود، برعهده بگیرد. در میان یافته‌های این کاوش، نمادی از منورا بود که ظاهراً قدیمی‌ترین تجسم شمع‌دان‌های هفت‌شاخه بوده‌است و زمانی در معبد دوم سوخته، بر روی دیواری با قدمت ۲۲۰۰ سال گچ بری شده بود، علاوه بر این در این کاوش بقایای ویران شدهٔ ساختمانی موسوم به خانه سوخته، که در زمان تیتوس، امپراتور آینده روم، که شورش یهودیان علیه حکومت روم را سرکوب کرده بود، کشف شد، این اولین شاهد فیزیکی یا باستان‌شناسی برای تخریب توصیف شده توسط تاریخ‌نگار رومی فلاویوس ژوزفوس بود. علاوه بر این در این کاوش ویلاهای مجلل متعلق به طبقات بالای هیرودیایی، بقایای کلیسای بیزانس نئا (جدید) و کاردو اورشلیم، و همچنین یک ساختمان ۷۰-فوت (۲۱-متر) متعلق به قرن پنجم کشف شد. دیگر یافته مهم این کاوش، جادهٔ وسیعی بود که کلیسای مقبرهٔ مقدس و کلیسای نئا را به هم متصل می‌کند. اما یکی از هیجان‌انگیزترین یافته‌ها، بقایای دیوار عریض بود که دو بار در کتاب نحمیا از آن یاد شده‌است. این بنا برای دفاع از اورشلیم در زمان سلطنت حزقیا در اواخر 
قرن هشتم پیش از میلاد ساخته شده‌است، از طول این سازه حدود طول ۸۰-فوت (۲۴-متر) و از ارتفاع آن حدود ۲۳ فوت (۷٫۰ متر) باقی‌مانده‌است که، شالودهٔ آن بر روی سنگ بستر قرارگرفته و از غرب معبد بالا آمده‌است. در همان نزدیکی، آویگاد همچنین برج اسرائیلی را کشف کرد، که بقایایی از استحکامات عصر آهن اورشلیم است، و گواهی بر غارت اورشلیم توسط بابلیان در سال ۵۸۶ پیش از میلاد است.
آویگاد نتایج پژوهش‌های خود را در موضوعات متنوعی منتشر کرد، اما مهمترین انتشارات او در رابطه با مهرهای عبری است. یکی از مهرهایی که در سال ۱۹۶۴م. توسط او کشف شد، به صورت تجربی به ملکه ایزابل منتسب شد که در کتاب مقدس از او یاد شده: اما، این انتساب مورد تردید قرار گرفته‌است. به گفته فرانک مور کراس، محقق کتاب مقدس، آویگاد «متخصص‌ترین خط‌نگار اسرائیل در نسل خود و یکی از شخصیت‌های بزرگ در تاریخ کتیبه‌نویسی عبری و یهودی بوده.»

## جوایز
- آویگاد در سال۱۹۵۴م. جایزه بیالیک را به پاس اندیشهٔ یهودی دریافت کرد.[۵]
- در سال ۱۹۷۷م. جایزه اسرائیل را به جهت مطالعات در زمینهٔ سرزمین اسرائیل دریافت کرد.[۶]
- وی در سال ۱۹۸۴م. جایزه یاکیر یرشالیم (شهروند شایسته اورشلیم) را دریافت کرد.[۷]

## کتابشناسی - فهرست کتب
کتابشناسی و بیوگرافی کامل آویگاد را می‌توان در یادنامه‌ای که به افتخار او تحت عنوان: سرزمین اسرائیل: مطالعات جغرافیایی، تاریخی و باستان‌شناسی، شمارهٔ ۱۸، نِمان آویگاد. ویراستار ب. مزار و ی. یادین. اورشلیم، انجمن کشفیات اسرائیل و مؤسسه باستان‌شناسی دانشگاه عبری. ۱۹۸۵.
کتاب‌های محبوب
- «کشف اورشلیم» (۱۹۸۳)
- فهرست برندگان جایزه اسرائیل
- لیست برندگان جایزه بیالیک

1. ↑  Nahman Avigad and Yigael Yadin. A Genesis Apocryphon: A Scroll from the Wilderness of Judaea. Jerusalem: Magnes Press and Heikhal ha-Sefer, 1956.
2. ↑  Science Daily website. "Ancient Seal Belonged To Queen Jezebel", Science Daily, October 29, 2007. Accessed November 1, 2007.
3. ↑  Christopher A. Rollston . "Precarious Scholarship: Problems with Proposing that the Seal of Yzbl was Queen Jezebel's" بایگانی‌شده  در ۲۶ دسامبر ۲۰۰۷ توسط Wayback Machine, American Schools of Oriental Research website, October 12, 2007. Accessed November 1, 2007.
4. ↑  http://www.basarchive.org/bswbBrowse.asp=3fPubID=3dBSBA&Volume=3d18&Issue=3d03&ArticleID=3d03&UserID=3d0& [پیوند مرده]
5. ↑  "List of Bialik Prize recipients 1933-2004 (in Hebrew), Tel Aviv Municipality website" (PDF). Archived from the original (PDF) on 2007-12-17.
6. ↑  "Israel Prize Official Site - Recipients in 1977 (in Hebrew)".
7. ↑  "Recipients of Yakir Yerushalayim award (in Hebrew)". Archived from the original on 2011-06-17. City of Jerusalem official website
8. ↑  Porten, Bezalel (1988-08-01). "Eretz-Israel: Archaeological, Historical, and Geographical Studies. Volume 18, Nahman Avigad Volume by B. Mazar and Y. Yadin, eds". Bulletin of the American Schools of Oriental Research. 271: 85–87. doi:10.2307/1357045. ISSN 0003-097X.